# Закопа
Закопа је насељено мјесто у општини Двор, у Банији, Сисачко-мославачка жупанија, Република Хрватска.

## Историја
Закопа се од распада Југославије до августа 1995. године налазила у Републици Српској Крајини.

## Становништво
Насеље је према попису становништва из 2011. године имало 70 становника.
| Националност       | 1991. | 1981. | 1971. | 1961. |
| Срби               | 181   | 189   | 240   | 274   |
| Југословени        | 2     |       |       |       |
| Хрвати             |       |       | 1     |       |
| остали и непознато |       |       | 2     |       |
| Укупно             | 183   | 189   | 243   | 274   |

| Демографија | Демографија | Демографија |
| Година      | Становника  | Становника  |
| ----------- | ----------- | ----------- |
| 1961.       | 274         |             |
| 1971.       | 243         |             |
| 1981.       | 189         |             |
| 1991.       | 183         |             |
| 2001.       | 58          |             |
| 2011.       |             | 70          |